# 60 Echo
Echo /ˈɛkoʊ/ (định danh hành tinh vi hình: 60 Echo) là một tiểu hành tinh khá lớn ở vành đai chính. Nó là tiểu hành tinh kiểu S, do James Ferguson phát hiện ngày 14 tháng 9 năm 1860 tại Đài quan sát Hải quân Hoa Kỳ ở Washington, D.C.. Đây là tiểu hành tinh thứ ba và là tiểu hành tinh cuối cùng do James Ferguson phát hiện. Nó được đặt theo tên Echo, một nữ thần trong thần thoại Hy Lạp. James Ferguson ban đầu đặt tên cho nó là "Titania" nhưng ông không nhận ra rằng cái tên này đã được sử dụng cho một vệ tinh của Sao Thiên Vương.
Tiểu hành tinh này quay quanh Mặt Trời với chu kỳ 3,70 năm, bán trục chính là 2,394 AU và độ lệch tâm là 0,18. Mặt phẳng quỹ đạo của nó nghiêng 3,6 ° so với mặt phẳng hoàng đạo. Đây là một tiểu hành tinh kiểu S bằng đá có kích thước mặt cắt ngang 60,2 km đang quay với chu kỳ là 25,2 giờ. Echo đã được nghiên cứu bằng radar. Nó không được biết là một thành viên của bất kỳ họ tiểu hành tinh nào.